# Kirchhoffita
La kirchhoffita és un mineral de la classe dels silicats, que pertany al grup de les zeolites. Rep el nom en honor de Gustav Kirchhoff (12 de març de 1824 - 17 d'octubre de 1887), qui va ser co-descobridor del cesi i que va co-desenvolupar el camp de l'espectroscòpia química.

## Característiques
La kirchhoffita és un silicat de fórmula química Cs(BSi₂O₆). Va ser aprovada com a espècie vàlida per l'Associació Mineralògica Internacional l'any 2009. Cristal·litza en el sistema tetragonal. La seva duresa a l'escala de Mohs es troba entre 6 i 6,5.
Segons la classificació de Nickel-Strunz, la kirchhoffita pertany a «09.GB - Tectosilicats amb H₂O zeolítica, amb cadenes de connexions senzilles de 4-enllaços» juntament amb els següents minerals: amonioleucita, analcima, hsianghualita, lithosita, leucita, pol·lucita, wairakita, laumontita, yugawaralita, roggianita, goosecreekita, montesommaïta i partheïta.

## Formació i jaciments
Va ser descoberta a la glacera Darai-Pioz, situada a les muntanyes Alai, dins la Serralada Tien Shan (Regió sota subordinació republicana, Tadjikistan). Es tracta de l'únic indret de tot el planeta on ha estat descrita aquesta espècie mineral.